# Dangui
Dangui (kinesiska: 丹桂镇, 丹桂) är en köping i Kina. Den ligger i provinsen Sichuan, i den sydvästra delen av landet, omkring 370 kilometer sydost om provinshuvudstaden Chengdu. Antalet invånare är 34 501. Befolkningen består av 16 840 kvinnor och 17 661 män. Barn under 15 år utgör 28,0 %, vuxna 15-64 år 64 %, och äldre över 65 år 7,0 %.
Genomsnittlig årsnederbörd är 1 190 millimeter. Den regnigaste månaden är maj, med i genomsnitt 204 mm nederbörd, och den torraste är januari, med 20 mm nederbörd.